# マーガレット・アデオイエ
マーガレット・アデオイエ（Margaret Adeoye、1985年4月22日 - ）は、イギリスの陸上競技選手。 ナイジェリア・ラゴス生まれ。ロンドン在住。短距離走、特に200mを専門としている。
2012年のロンドンオリンピックにおいて、陸上競技でイギリス代表に選ばれた。200mに出場し、準決勝まで進出、22秒94の自己新記録（当時）を樹立した。
サリー大学卒業、経営管理論を修めた。インフィールド・アンド・ハーリンゲイ陸上競技クラブ（Enfield and Haringey Athletics club）に所属し、同クラブの花形選手である。

## 主な成績
| イギリス代表 | イギリス代表     | イギリス代表        | イギリス代表 | イギリス代表 | イギリス代表 |
| 年           | 大会             | 開催地              | 順位         | 種目         | 記録         |
| ------------ | ---------------- | ------------------- | ------------ | ------------ | ------------ |
| 2013         | 世界選手権       | ロシア モスクワ     | 3位          | 4×400mリレー | 3:25:29      |
| 2014         | 世界室内選手権   | ポーランド ソポト   | 3位          | 4×400mリレー | 3:27.56      |
| 2014         | ヨーロッパ選手権 | スイス チューリッヒ | 3位          | 4×400mリレー | 3:24.34      |